# ᴦ
Cette page contient des caractères spéciaux ou non latins. S’ils s’affichent mal (▯, ?, etc.), consultez la page d’aide Unicode.
ᴦ, appelé petite capitale gamma, est une lettre additionnelle de l’écriture latine qui est utilisée dans l’alphabet phonétique ouralien.

## Utilisation
Dans l’alphabet phonétique ouralien utilisé par Karjalainen, ‹ ᴦ › représente une consonne fricative vélaire dévoisée,, notée [ɣ̥] ou [ɣ̊] ou [x̬] avec l’alphabet phonétique international, par opposition au ‹ γ › représentant une consonne fricative vélaire voisée — la petite capitale indiquant le dévoisement.
Dans le Linguistic Atlas of the Middle and South Atlantic States ‹ ᴦ › représente une consonne fricative vélaire voisée [ɣ].

## Représentations informatiques
La petite capitale gamma peut être représentée avec les caractères Unicode (Extensions phonétiques) suivants :
| formes    | représentations | chaînes de caractères | points de code | descriptions                         |
| --------- | --------------- | --------------------- | -------------- | ------------------------------------ |
| minuscule | ᴦ               | ᴦ                     | U+1D26         | lettre grecque petite capitale gamma |